# Teresa Riera Madurell
María Teresa Riera Madurell (Barcelona, 13 d'octubre de 1950) és una política mallorquina del PSIB-PSOE, diputada al Congrés dels Diputats, al Parlament de les Illes Balears i al Parlament Europeu. És Llicenciada en Matemàtiques per la Universitat de Barcelona, Doctora en Informàtica per la Universitat del País Basc el 1981, Catedràtica en Ciències de la Computació i Intel·ligència Artificial en la Universitat de les Illes Balears, entre d'altres mèrits acadèmics.
Afiliada al PSOE des de 1978. En els següents dos anys, és vocal de la Comissió Executiva d'ASU i responsable de la UPC. Ingressa en FETE-UGT el 1980. És Secretària de Comunicació i Imatge de 1988 a 1991 i de Participació de la Dona de 1991 a 1994 en la Comissió Executiva del PSIB-PSOE. Presidenta del PSIB-PSOE (1994-1997). Membre de la Comissió Executiva Federal del PSOE (1996-2000). Membre de la Comissió Federal de Garanties del PSOE (200-2004). Va ser Diputada al Parlament de les Illes Balears i Consellera del Consell Insular de Mallorca (1989-1996). Diputada al Congrés dels Diputats (1996-2004). Membre de l'Assemblea Parlamentària de l'OTAN (2000-2004). Secretària General de la Unió Iberoamericana de la Ciència, Tecnologia i Empresa (2002)
Fou diputada al Parlament Balear i consellera del Consell Insular de Mallorca del 1989 al 1995, any en què encapçalà la candidatura socialista balear al Congrés dels Diputats. Fou diputada a les Corts del 1996 al 2004. Des del 2004 fins al 2014 fou diputada al Parlament Europeu.